# Lipotriches semiaurea
Lipotriches semiaurea är en biart som först beskrevs av Cockerell 1905.  Lipotriches semiaurea ingår i släktet Lipotriches och familjen vägbin. Inga underarter finns listade i Catalogue of Life.